# IC 3851
IC 3851 је појединачна звијезда у сазвјежђу Береникина коса која се налази на листи објеката дубоког неба у Индекс каталогу.
Деклинација објекта је + 21° 54' 34" а ректасцензија 12h 53m 4,7s.